# Acord d'Associació d'Ucraïna i la Unió Europea
L'Acord d'Associació Unio Europea-Ucraïna és un acord d'associació específicament dissenyat per a Ucraïna. La seva signatura estava prevista inicialment per al 28 novembre 2013, però no es va dur a terme. Finalment, la part política de l'acord es va signar el 21 de març del 2014. La resta es va signar el 27 de juny del mateix any.
L'acord també compromet a Ucraïna a una agenda de reformes econòmiques, judicials i financeres i a una aproximació gradual de les seves polítiques i lleis a les de la Unió Europea. Ucraïna també s'ha compromès a prendre mesures per ajustar-se gradualment a les normes tècniques i de consum defensats per la Unió Europea. A canvi, la Unió Europea proporcionarà Ucraïna, amb el suport polític i financer, l'accés a la investigació i el coneixement, i l'accés preferencial als mercats de la UE. Així mateix, l'acord compromet les dues parts a promoure una convergència gradual en l'àmbit de la política exterior i de seguretat, en concret en la política comuna de seguretat i defensa de la Unió Europea i les polítiques establertes per l'Agència Europea de Defensa.

## Rerefons
La nostra preocupació està relacionada amb una certa politització del sistema judicial d'Ucraïna. El cas Timoixenko demostra això. 
El 22 de juliol del 2008 es va anunciar que se signaria una mena d'acord d'"Estabilització i Associació" entre Ucraïna i la UE. No obstant això, el 201 l'Alta Representant de la Unió Europea per a Afers Exteriors Catherine Ashton va advertir Ucraïna que, tot i que les converses sobre l'Acord d'Associació amb Ucraïna continués, el procés de ratificació d'aquest tractat "s'enfrontaria a problemes si no s'invertís l'enfocament de les autoritats ucraïneses "cap al judici de l'ex Primera Ministra Iúlia Timoixenko. Aquest acord d'associació hauria de ser ratificat per tots els estats membres i el Parlament Europeu perquè el document entrés en vigor. La condemna de Timoixenko a set anys de presó l'11 d'octubre de 2011 va desencadenar un seguit de protestes a nivell nacional i internacional i suposava una amenaça per a les relacions entre la Unió Europea i Ucraïna. La mateixa Timoixenko mateixa va declarar que el seu empresonament no havia d'aturar la Unió Europea en el seu procés envers una major integració d'Ucraïna. Certs analistes i polítics ucraïnesos van assenyalar que creien que alguns magnats d'empreses ucraïneses amb "lucratives relacions" amb Rússia estaven obstaculitzant deliberadament la integració d'Ucraïna de la UE. La signatura de l'Acord d'Associació, que ja es donava per feta, es va ajornar el 19 de desembre de 2011; segons una declaració conjunta d'Ucraïna i la UE adoptada en una cimera entre Ucraïna i la UE, la ratificació del tractat depenia del respecte d'Ucraïna "envers els valors comuns i l'imperi de la llei amb un sistema judicial independent". El Comissari Europeu d'Ampliació i Política Europea de Veïnatge Štefan Füle declarà el 27 febrer del 2012 que "esperava que" l'acord d'associació UE-Ucraïna es rubriqués en un mes i "veia" que se signaria la propera tardor; també va assenyalar "la necessitat d'acció en sis àrees clau" (principalment reforma judicial i llibertats democràtiques). El 29 de febrer de 2012, el Partit Popular Europeu va exigir l'"immediat alliberament de Iúlia Timoixenko, Iuri Lutsenko i altres presos polítics. No només això, sinó que va insistir que l'Acord d'Associació entre Ucraïna i la Unió Europea no hauria de ser signat i ratificat fins que es complissin aquestes demandes.

## Cronologia
L'Acord d'Associació amb la UE (AA) es va rubricar el 30 de març de 2012 a Brussel·les; però al novembre de 2012, els 27 governs de la UE i el Parlament Europeu encara no havien subscrit l'acord. El tractament i la sentència (considerat pels líders de la UE com un judici de motivació política) de l'ex Primera Ministra d'Ucraïna Iúlia Timoixenko va tensar les relacions entre la UE i Ucraïna. La Unió Europea i diversos dels seus estats membres, sobretot Alemanya, pressionaren el president d'Ucraïna Víktor Ianukóvitx i el seu govern per aturar la detenció de Timoixenko per por que es deteriorés la seva salut. Diverses reunions amb Ianukóvitx foren abandonades pels líders europeus, entre els quals el president alemany Joachim Gauck.
A petició dels polítics de l'oposició a Ucraïna, els funcionaris governamentals de la Unió Europea van boicotejar el campionat d'Europa de futbol a Ucraïna. Els líders de la UE van suggerir que l'AA i el Tractat de Lliure Comerç Integral, no seria ratificat llevat que Ucraïna abordés el problema del "deteriorament marcat de la democràcia i l'Estat de dret", incloent l'empresonament de Timoixenko i Iuri Lutsenko el 2011 i 2012.

En una declaració emesa el 10 de desembre de 2012, el Consell d'Afers Exteriors de la UE "reafirmà el seu compromís amb la signatura del ja rubricat Acord d'Associació, incloent una profunda i completa zona de lliure comerç, quan les autoritats d'Ucraïna demostrin una acció decidida i avenços tangibles en les tres àrees esmentades anteriorment, possiblement durant la Cimera de l'Associació Oriental a Vilnius del novembre de 2013". Aquestes tres àrees són: "reformes electorals, del poder judicial i constitucionals (d'acord amb els estàndards internacionals són part integrant d'això i prioritats acordades en comú)".
Kostiantín Ielisièiev, ambaixador d'Ucraïna a la UE, va respondre al febrer de 2013 que rebutjava qualsevol condició prèvia de la UE per a la signatura de l'AA. No obstant això, el 22 de febrer 2013 l'acord va ser aprovat per 315 dels 349 membres registrats a la Rada Suprema amb l'afirmació que "dins de les seves facultats" el parlament garantiria que s'apliquessin les "recomanacions" del Consell d'Afers Exteriors de la UE de 10 de desembre del 2012. En la 16a cimera UE-Ucraïna del 25 febrer de 2013, el president del Consell Europeu Herman Van Rompuy, en línia amb la declaració del Consell d'Afers Exteriors de la UE de desembre del 2012, reiterà "la crida de la UE envers una acció decidida i un progrés tangible en aquestes àrees - a tot tardar al maig d'aquest any".
El mateix dia el president Ianukóvitx va declarar que Ucraïna faria "tot el possible" per satisfer els requisits de la UE. En aquest moment el president Ianukovitx també es trobava immers en negociacions amb Rússia per "trobar el model adequat" per a la cooperació amb la Unió Duanera de Belarús, Kazakhstan i Rússia. Però també el 25 febrer 2013, el president de la Comissió Europea José Manuel Barroso va deixar en clar que "un país no pot al mateix temps ser un membre d'una unió duanera i estar en una zona de lliure comerç comuna amb la Unió Europea".
Per tal de coordinar la preparació d'Ucraïna per a la integració europea, el Govern d'Ucraïna va adoptar una Pla Mesures prioritàries per a la integració europea d'Ucraïna el 2013. La implementació reeixida del pla s'assumia com una de les condicions necessàries per a la signatura de l'Acord d'Associació, prevista per al 29 de novembre 2013 durant la Cimera de l'Associació Oriental a Vílnius.
Al març del 2013, Štefan Füle, Comissionat de la UE per a l'Ampliació, va informar al Parlament Europeu que, si bé les autoritats ucraïneses havien donat el seu "compromís inequívoc" d'abordar les qüestions plantejades per la UE, diversos incidents recents "inquietants", incloent l'anul·lació del mandat de l'advocat de Timoixenko Serhí Vlasenko a la Rada Suprema (Parlament d'Ucraïna)
, podria retardar la signatura dels acords. No obstant això, l'endemà, el Ministeri d'Afers Exteriors d'Ucraïna va expressar el seu optimisme que encara es podria signar al novembre.
El 7 d'abril del 2013, un decret del President Ianukóvitx alliberava Lutsenko i l'eximia, aell i al seu col·lega en el segon govern de Timoixenko, Heorhi Filiptxuk, de qualsevol pena.
El 3 de setembre del 2013 (en la sessió d'obertura de la Rada Suprema després del recés d'estiu) el president Ianukóvitx va instar el seu Parlament a aprovar lleis perquè Ucraïna complís amb els criteris de la UE i pogués signar l'Acord d'Associació al novembre de 2013.
El 18 de setembre el gabinet d'Ucraïna va aprovar per unanimitat el projecte d'acord d'associació.
El 25 setembre 2013 President de la Rada Suprema Volodímir Ribak va declarar que estava segur que el seu parlament aprovaria totes les lleis necessàries per ajustar-se als criteris de la UE per l'Acord d'Associació, ja que, a excepció del Partit Comunista d'Ucraïna,"La Rada Suprema s'ha unit al voltant d'aquests projectes de llei".
El 20 de novembre del 2013, el Comissari de la UE per a l'Ampliació Füle va declarar que esperava que la Rada Suprema examinaria i adoptaria les lleis necessàries per a la signatura de l'acord d'associació, prevista per al 29 de novembre de 2013, l'endemà.

## Reacció de Rússia
El 29 juliol 2013 Rússia va prohibir la importació de productes de xocolata elaborats per la companyia ucraïnesa Roshen i va demanar a Belarús i Kazakhstan de seguir el seu exemple. Un funcionari sanitari de Rússia va dir que l'empresa no havia complert amb els estàndards de qualitat i seguretat, però els crítics van al·legar que la prohibició havia de ser entesa com una advertiment contra una associació més estreta d'Ucraïna amb la UE. Es va dir que el propietari de Roshen, Petrò Poroixenko, era pro-europeu. El 14 d'agost de 2013, els funcionaris del Servei Federal de Duanes de Rússia van començar a realitzar inspeccions més rigoroses de la càrrega provinent d'Ucraïna de les que normalment es duien a terme. Això es va perllongar fins al 20 d'agost del 2013 i va ser seguit per les declaracions del màxim assessor econòmic del president rus, Serguei Glaziev, que argumentava que l'impacte de la resposta de Rússia a Ucraïna en la signatura de l'AA, incloent els aranzels i els controls comercials, podria comportar l'incompliment de les seves obligacions financeres, una disminució en el nivell de vida i "la inestabilitat política i social" a Ucraïna, i violaria el tractat d'amistat i associació estratègica entre Rússia i Ucraïna. Això últim, va advertir, significaria que la condició d'Estat d'Ucraïna no estava garantida per Rússia, que podria intervenir al país a petició de les regions pro-russes. El president rus, Vladímir Putin va advertir que els membres de la Unió Duanera de Belarús, Kazakhstan i Rússia poden imposar el que ell va anomenar mesures de protecció en el cas de la liberalització del comerç entre Ucraïna i la UE. La UE va condemnar les amenaces de Rússia relacionades amb l'AA, i les qualificà d'inacceptables. El Primer Ministre d'Ucraïna Mikola Azàrov va instar Rússia "a acceptar la realitat, la signatura per part d'Ucraïna de l'acord amb la UE" i va condemnar els obstacles artificials com a inútils. El President d'Ucraïna Víktor Ianukóvitx va reafirmar el seu compromís amb l'AA durant el seu discurs anual del 24 d'agost, en què es commemora el Dia de la Independència d'Ucraïna, i el va qualificar com un incentiu perquè Ucraïna es convertís en un Estat europeu modern. En el mateix discurs, també va fer una crida a la preservació i aprofundiment dels vincles amb "... Rússia, els països de la comunitat euroasiàtica, altres líders mundials i els nous centres de desenvolupament econòmic." L'oposició política ucraïnesa pr-europea va comentar que les accions russes concordaven amb un document filtrat que esbossava una estratègia russa per ampliar la Unió Duanera de Belarús, Kazakhstan i Rússia a Ucraïna i per evitar la seva associació amb estructures euroatlàntiques. Entre altres coses, el document de 14 pàgines enumera els esforços per promoure els mitjans de comunicació pro-russos i formadors d'opinió, sancionar els activistes, polítics i empresaris ucraïnesos proeuropeus, esforços per elegir el pro-rus Víktor Medvedtxuk com a president d'Ucraïna el 2015 i una purga posterior dels funcionaris pro-europeus. El document també esmenta la cooperació amb Belarús en això. Els experts que fer comentaris sobre el "document filtrat" argumentaren que Medvedtxuk no tenia cap possibilitat de guanyar les eleccions presidencials de 2015 i no podia pertorbar greument la signatura de l'AA.
El 19 de setembre 2013 el president Putin va declarar que Rússia podria imposar "mesures proteccionistes" contra Ucraïna, un cop entrés en vigor l'Acord d'Associació amb la UE Un dia després d'això, Aleksei Puixkov, president de la comissió de la Duma Estatal (parlament principal de Rússia) en assumptes internacionals, va comentar que Ucraïna estava entrant en una "dependència semi-colonial" de la UE. El 8 octubre 2013 el president Putin va declarar que l'acord de lliure comerç "pot crear alguns problemes per al comerç i la cooperació. Es pot causar algun dany en l'esfera econòmica, però no tindrem cap problema en el camp polític, n'estic segur". El 24 d'octubre del 2013, va afegir que si l'AA fos signat per Ucraïna, els productes ucraïnesos no gaudirien dels beneficis dels productes procedents de la Unió Duanera de Belarús, Kazakhstan i Rússia a Rússia, però que "els béns d'Ucraïna estaran en la mateixa situació que els béns d'altres països del món que són membres de l'OMC".

## Suspensió de la signatura de l'Acord d'Associació
Sabem com se senten d'europeus els ucraïnesos, com es preocupen per Europa. Nosaltres, per descomptat, ara prosseguirem les nostres converses amb els nostres socis ucraïnesos, sabent bé que sempre hem de respectar les decisions sobiranes d'Ucraïna. 
El 21 de novembre de 2013, la Rada Suprema no va aconseguir aprovar cap de les sis mocions que permetrien a l'exprimera ministra Iúlia Timoixenko de rebre tractament mèdic a l'estranger, que era una demanda de la UE per a la signatura de l'acord d'associació. (La mateixa setmana Timoixenko havia declarat que estava disposada a demanar a la UE que obviés la petició de la seva llibertat si això significava que el President Víktor Ianukóvitx signaria l'acord d'associació.)El mateix dia un decret del govern d'Ucraïna suspenia els preparatius per a la signatura de l'acord d'associació, en el seu lloc es va proposar la creació d'una comissió de comerç de tres vies entre Ucraïna, la Unió Europea i Rússia que resolgués les qüestions comercials entre totes les bandes. El primer ministre Mykola Azarov va emetre el decret amb la finalitat de "garantir la seguretat nacional d'Ucraïna" i en consideració de les possibles ramficacions de comerç amb Rússia (i altres països de la CEI) si se signava l'acord en la cimera del 28-29 de novembre a Vilnius. D'acord amb el viceprimer ministre ucraïnès Iuri Boiko Ucraïna reprendria la preparació de l'acord "quan la caiguda de la producció industrial i de les nostres relacions amb els països de la CEI fossin compensades pel mercat europeu; en cas contrari la nostra economia del país patirà un dany greu ". Alguns diplomàtics de la UE es van mostrar més escèptics quant als motius al·legats. Més tard, el 21 de novembre de 2013, el secretari de premsa presidencial rus Dmitri Peskov va qualificar el decret d'Ucraïna "una decisió estrictament intern i sobirà del país, i creiem que no tenim dret a fer comentaris al respecte" i va afirmar que Rússia estava disposada a tenir les negociacions tripartides amb Ucraïna i la UE sobre el comerç i qüestions econòmiques. La missió d'observadors del Parlament Europeu a Ucraïna va declarar (també el 21 de novembre del 2013) que no hi havia encara té l'oportunitat de signar l'Acord d'Associació UE-Ucraïna. El mateix dia el president d'Ucraïna Víktor Ianukóvitx va declarar que "una alternativa per a les reformes a Ucraïna i una alternativa per a la integració europea no existeix ... Estem caminant per aquest camí i no estem canviant la direcció".
En els següents dies, va esclatar l'EuroMaidan, les majors protestes des de la Revolució Taronja, dutes a terme a Kíiv pels partits de l'oposició.
 El 26 de novembre de 2013, el Govern d'Ucraïna va admetre que Rússia havia demanat de retardar la signatura de l'acord d'associació entre la UE i que "es volien millors condicions per a l'acord de la UE"."Tan bon punt arribem a un nivell que ens resulti còmode a nosaltres, quan retrobem els nostres interessos, quan estiguem d'acord en condicions normals, a continuació, parlarem sobre la signatura", va declara el president Ianukóvitx en una entrevista televisada. El mateix dia el president rus Vladímir Putin va fer una crida a posar fi a la crítica de la decisió d'Ucraïna de retardar l'acord d'associació, i que l'acord de la UE era dolent per als interessos de seguretat de Rússia. Putin responia així a les declaracions del President del Consell Europeu Herman Van Rompuy i del President de la Comissió Europea José Manuel Barroso que havien declarat que "desaprovaven enèrgicament" les accions de Rússia. El 26 de novembre del 2013, el Primer Ministre Azàrov va declarar durant una reunió del Govern "Afirmo amb tota l'autoritat que el procés de negociacions sobre l'Acord d'Associació continua, i el treball en la mudança del nostre país a les normes europees no s'atura ni un sol dia". El President Ianukóvitx va assistir, no obstant, a la cimera de la UE del 28-29 de novembre a Vílnius, però l'Acord d'Associació no es va signar. Durant aquesta cimera de la Unió Europea i Ucraïna van signar un acord bilateral de transport aeri. També durant la cimera, el president Ianukóvitx va declarar que Ucraïna encara volia signar l'Acord d'Associació, però que necessitava ajuda financera substancial que compensés l'amenaçant resposta per part de Rússia, i va proposar iniciar converses tripartides entre Rússia, Ucraïna i la UE. Així mateix, va instar a Brussel·les perquè ajudés a Ucraïna a suavitzar els termes d'un possible préstec de l'FMI. La UE va rebutjar converses trilaterals i va demanar a Ianukóvitx que es comprometés a signar l'Acord d'Associació, la qual cosa es va negar a fer. Al final de la cimera, el President de la Comissió Europea José Manuel Barroso va declarar que la UE no toleraria "el veto d'un tercer país" en les seves negociacions sobre una integració més estreta amb Ucraïna. També va declarar que "Estem embarcats en un viatge llarg, ajudant a Ucraïna a convertir-se, com els altres, el que anomenem ara,"nous Estats membres". Però hem de deixar de banda els càlculs polítics de curt termini."
El President del Consell Europeu Herman Van Rompuy va afegeir que "no podem cedir a la pressió externa, no almenys des de Rússia". Barroso va reiterar que l'oferta de la UE a Ucraïna pel que fa a la signatura d'un Acord d'Associació es mantenia damunt la taula. Alhora, el president Ianukóvitx va dir que ell encara tenia intenció de signar l'Acord d'associació en el futur, "un cop ens posem a treballar i trobar solucions per als problemes econòmics, quan tinguem l'oportunitat de signar un acord d'associació estratègica amb Rússia i tota la resta que hem de fer, així doncs podrem establir relacions normals entre la Unió Europea, Rússia i Ucraïna ... aquesta és la nostra responsabilitat". Les disposicions polítiques de l'AA es van signar el 21 de març del 2014, mentre que l'Acord d'abast ampli i profund de Lliure Comerç se signarà després de les eleccions presidencials de maig del 2014.

## Pla d'acció
Les Mesures Urgents per a la Integració Europea d'Ucraïna eren un pla d'acció sorgit de la Decisió del Consell de Seguretat Nacional i Defensa d'Ucraïna el 12 de març de 2013 per a la integració d'Ucraïna amb la Unió Europea (UE), adoptada per decret del Consell de Ministres d'Ucraïna (№ 73-р) El 13 de febrer del 2013 va entrar en vigor el Decret del President Víktor Ianukóvitx (№ 127/2013).
El pla tenia com a objectiu facilitar el procés de preparació perquè Ucraïna signés el seu Acord d'Associació amb la UE, un fet que estava previst per al 28 de novembre del 2013. el 21 de novembre del 2013, el govern d'Ucraïna va suspendre els preparatius per a la signatura d'un Acord d'Associació i Acord de lliure comerç d'abast comprensiu i profund amb la Unió Europeala qual cosa va portar al començament de les protestes de l'EuroMaidan al novembre del 2013.
L'estructura del Pla
El pla inclou mesures d'aplicació de les condicions establertes per la UE per a la signatura de l'acord: 
- Preparació d'Ucraïna per a la futura aplicació de l'Acord d'Associació;
- Cooperació entre Ucraïna i la UE en els àmbits de la justícia, la llibertat i la seguretat;
- Reforma del sistema judicial d'Ucraïna, forces de la llei, sistema electoral, lluita contra la corrupció;
- Cooperació comercial, econòmica i sectorial;
- Millora del clima de negocis al país.